# Rów wodny

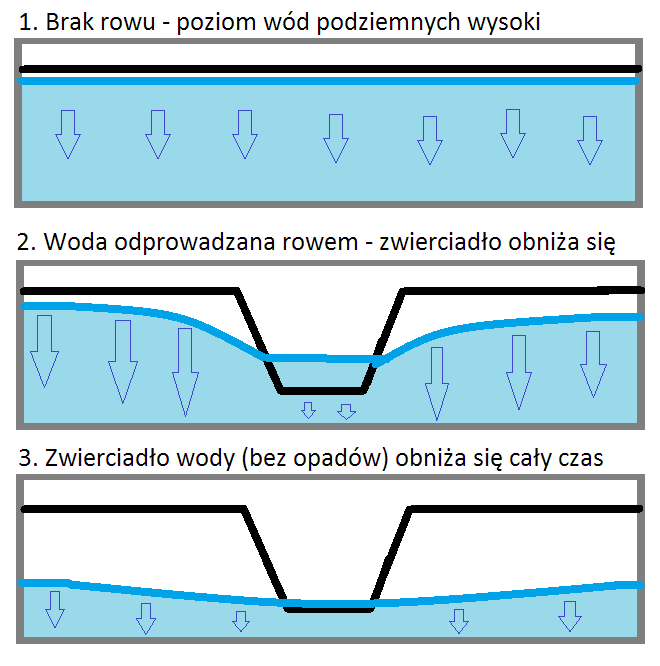
Schemat działania rowu - przekrój poprzeczny przez rów i zwierciadło wód podziemnych

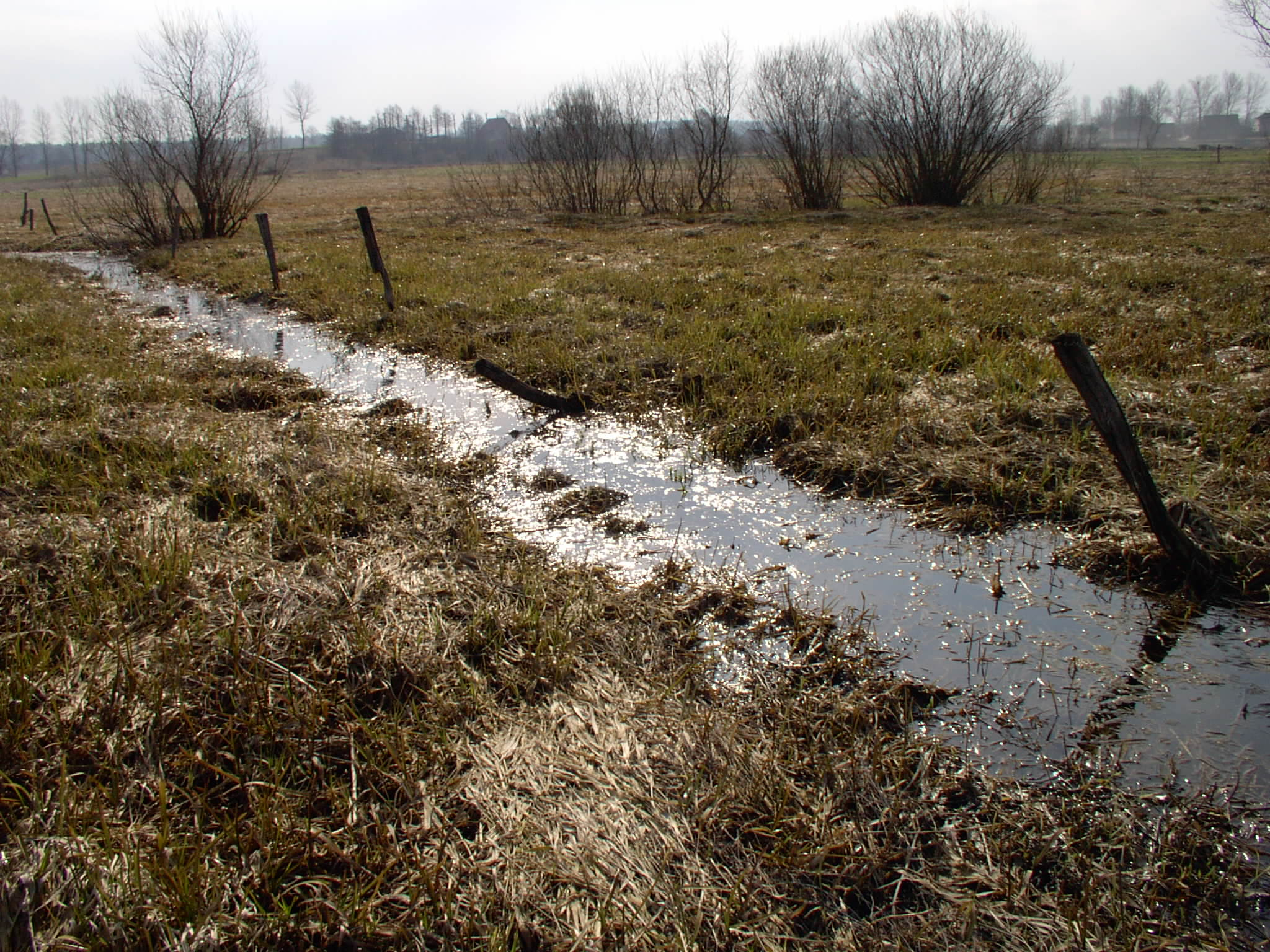
Rów wodny (melioracyjny) w okresie wczesnej wiosny

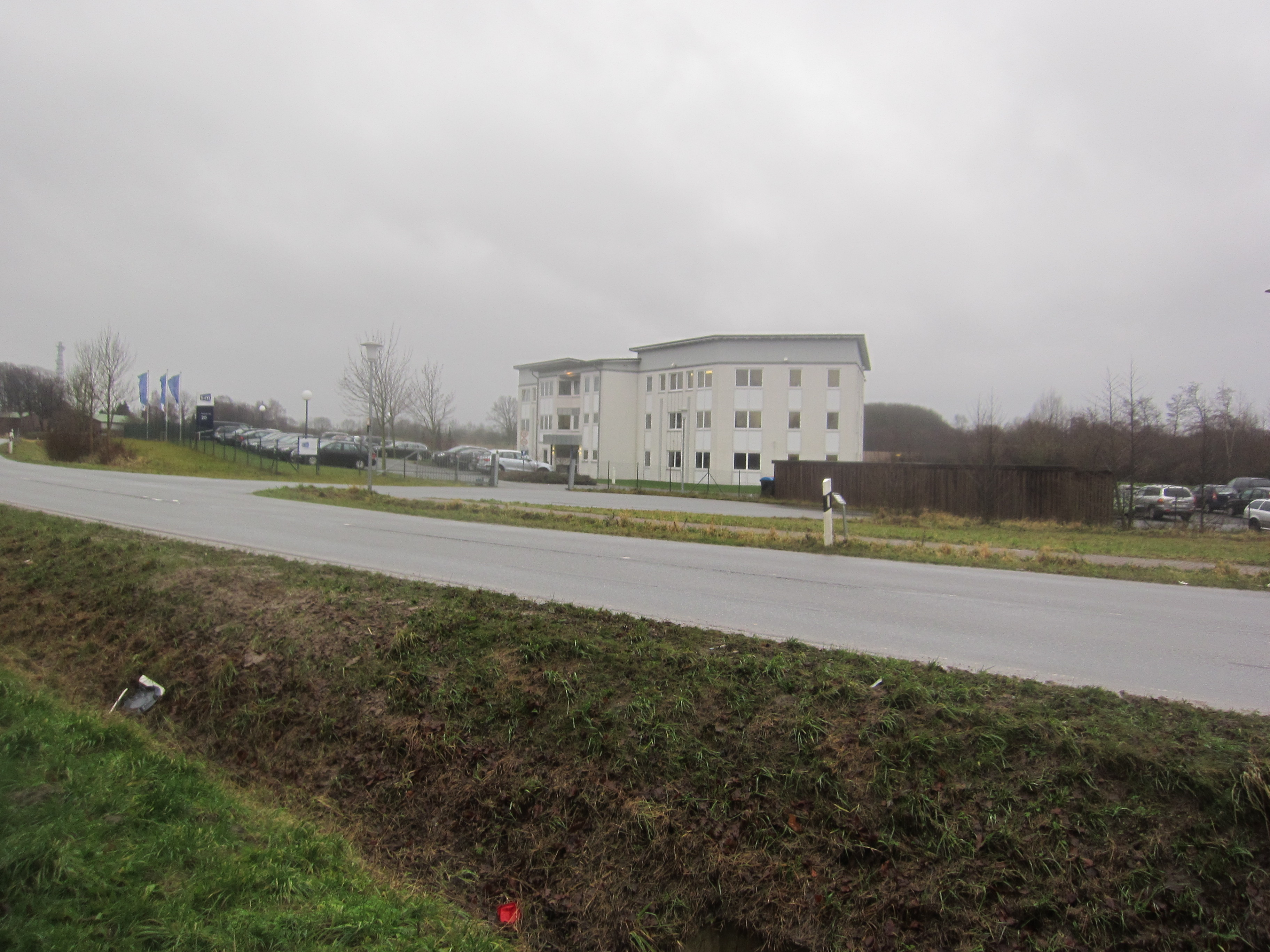
Rów przydrożny w Melsdorf (Niemcy)

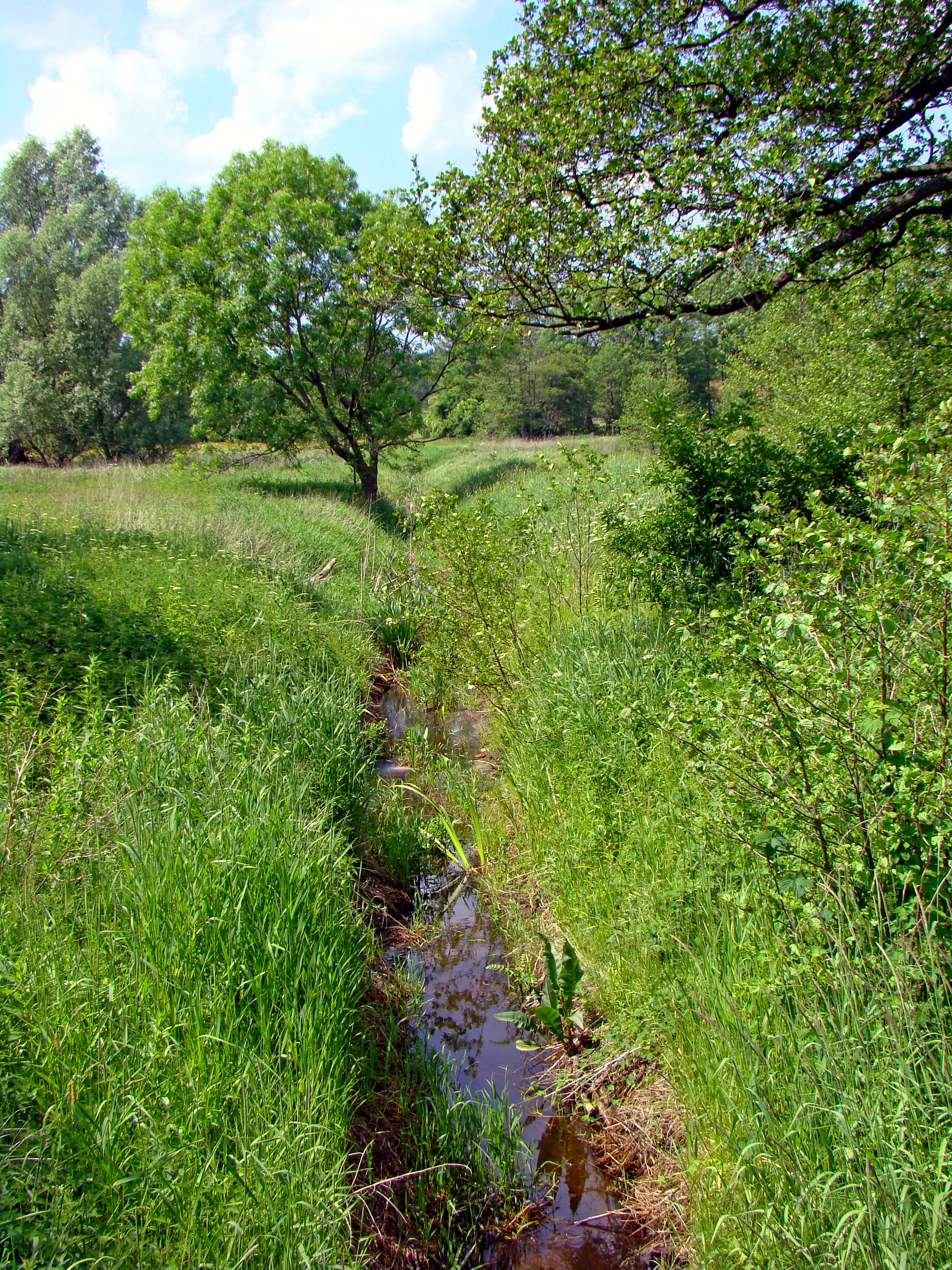
Rów Janica koło Niczonowa

Rów wodny, rów, rów melioracyjny – sztucznie, ręcznie lub mechanicznie wykonane, podłużne zagłębienie w ziemi o szerokości dna przy ujściu mniejszej od 1,5 m (zgodnie z ustawą „Prawo wodne”) służące do zbierania z okolicy nadmiernej ilości wody i odprowadzania jej do najbliższej rzeki lub zbiornika. Rowy wodne są zaliczane do sztucznych cieków.
Zależnie od otoczenia oraz przewidywanej ilości prowadzonej wody, rowy mogą mieć różną szerokość oraz różne profile ścian. W miejscach, gdzie przewidziano możliwość przejazdu lub zjazdu na posesję lub na pole, buduje się przepusty umożliwiające swobodny przepływ wody i równoczesny przejazd lub przejście górą dla ludzi. Najbardziej typowe i najczęściej spotykane są rowy melioracyjne.
Nadmierna liczba rowów w Polsce przyczynia się do pogłębiania problemu suszy, powodzi oraz wymierania gatunków.

## Rowy przydrożne
Rowy przydrożne ciągną się wzdłuż dróg, po jednej lub obu stronach. Zbierają wodę z nawierzchni lub nie dopuszczają do jej zalania wodą deszczową z wyżej położonego terenu. Dlatego ich profil jest nierówny i zmienny, zależny od otoczenia drogi. Są też mocno pochylone po to, aby dostającą się do nich wodę szybko odprowadzić dalej i nie dopuścić do rozmoknięcia i osłabienia wytrzymałości nasypu drogowego. Dlatego woda w nich znajduje się najczęściej tylko bezpośrednio po deszczu. Z tego samego powodu prawie na całej długości porasta je normalna roślinność lądowa.
Rowy te są elementem technicznym drogi i należą do wyposażenia technicznego pasa drogowego – Rozdział 1 dział IV Rozporządzenia Ministra Transportu i Gospodarki Morskiej z dnia 2 marca 1999 r. w sprawie warunków technicznych, jakim powinny odpowiadać drogi publiczne i ich usytuowanie (Dz.U. Nr 43, poz. 430) – zatem nie są rowami, o których mowa w Rozdziale 1, Art. 16 pkt 47, Ustawy z dnia 20 lipca 2017 r. Prawo wodne, Dz.U.2020.310)
W ujęciu ekologicznym rów przydrożny powinien być tak przygotowany, aby nie odprowadzał wody pełnej zanieczyszczeń komunikacyjnych, lecz ją zatrzymywał. Zanieczyszczenia w stagnującej wodzie podlegać będą wtedy naturalnemu filtrowaniu i wchłanianiu przez roślinność poboczy. Wodę z rowów przydrożnych można też skierować do oczyszczalni ścieków.

## Rowy melioracyjne
Rowy melioracyjne najczęściej służą do odwadniania meliorowanego terenu. Czasami jednak budowane są tak, aby w razie suszy miały także możliwość czasowego nawadniania otaczającego terenu. Pozwalają na to specjalne progi (betonowe, drewniane, kamienne), bystrza oraz zastawki, odcinające odpływ wody i utrzymujące odpowiedni jej poziom. Początek rowom melioracyjnym dają ciągi rurek (drenów) zakopane pod powierzchnią pól ornych co kilka-kilkanaście metrów od siebie i uchodzące do otwartych rowów melioracyjnych. Rowy kopane są ze spadkiem a na przekroju poprzecznym najczęściej mają kształt trapezowy. Nachylenie skarp zależy od rodzaju gruntu i potrzebnej głębokości. Głębokość rowów wynosi od ok. 0,6 m do 1,5 m; natomiast szerokość dna w zależności od ilości prowadzonej wody, waha się w granicach 0,5 do 2,5 m. Przy silniejszym przepływie, dolną część skarp umacnia się faszyną. Zazwyczaj jednak wystarcza zabezpieczenie darnią.

### Biocenozy
O ile w początkowym odcinku rowy melioracyjne często bywają suche, o tyle niżej mogą nigdy nie wysychać, przez co warunki w nich panujące nie różnią się od cieków naturalnych, zwłaszcza gdy nie są zbyt często pogłębiane (odmulane). Z rzeki, do której uchodzą, zazwyczaj swobodnie mogą się dostawać bytujące w niej ryby, ślimaki, owady i wszystkie inne organizmy. Rowy melioracyjne najczęściej prowadzą czystszą wodę niż rzeki, do których wpływają, tym samym poprawiają jakość wody rzecznej i stanowią schronienie dla organizmów nieodpornych na zanieczyszczenie środowiska. Można tam spotkać wiele rzadkich gatunków wodnych, także objętych ochroną gatunkową. W rowach melioracyjnych spotyka się przede wszystkim gatunki charakterystyczne dla wód stojących oraz wolno płynących. Są to miejsca dogodne dla składania przez ryby ikry oraz odpowiednie dla rozwoju płazów. Spośród chruścików charakterystyczne dla rowów melioracyjnych są: Limnephilus lunatus, Limnephilus flavicornis, a dla rowów śródleśnych: Glyphotaelius pellucidus.
Ponieważ kontrole są rzadkie, bywa że ludzie, wbrew prawu, do najbliższego rowu odprowadzają ścieki, gnojowicę itp. substancje, często powodując skrajne zatrucie najbliższego środowiska wodnego. Bywa że taki stale zanieczyszczany rów jest obudowywany ze wszystkich stron (ze względu na zapach), zasypywany i przekształcany w ściek. Dzięki ostatnio coraz częściej budowanym oczyszczalniom można też spotkać się ze zjawiskiem odwrotnym – w rowach prowadzących ścieki udaje się przywrócić tlenowe warunki.

## Wpływ na zasoby wodne i środowisko przyrodnicze
Rowy melioracyjne przyspieszają odpływ wody ze zlewni, obniżają poziom zwierciadła wód podziemnych, prowadzą więc do osuszenia terenu i zmniejszenia retencji glebowej. Obszary zmeliorowane stanowią 20% powierzchni Polski, a długość rowów jest około dwukrotnie większa od długości cieków naturalnych w Polsce. Większość rowów w Polsce nie posiada żadnych urządzeń umożliwiających regulację przepływu, posiada ich za mało lub są one zniszczone i nie działają. Taki stan rzeczy doprowadził do osuszenia większości mokradeł w Europie i Polsce, trwałego zmniejszenia przepływów w rzekach Polski, zwiększenia ryzyka powodziowego, zwłaszcza powodzi błyskawicznych i wzrostu częstości oraz długości występowania suszy. Osuszanie rowami torfowisk i dolin rzecznych prowadzi do zaniku siedlisk ryb, płazów, ptaków, roślin. Osuszanie torfowisk prowadzi także do emisji dwutlenku węgla zamiast jego pochłaniania.
Naukowcy i organizacje pozarządowe postulują budowę zastawek na wszystkich rowach melioracyjnych, likwidację (zasypanie) niepotrzebnych rowów odwadniających mokradła i nieużytki oraz zaprzestanie utrzymywania rowów tam gdzie jest to możliwe w celu odtworzenia retencji, przeciwdziałania suszy i ochrony bioróżnorodności. Sama budowa zastawek na rowach melioracyjnych w zlewni Odry pozwoliłaby zatrzymać 36–373 mln m³ wody (w zależności od przyjętego scenariusza) co prowadziłoby do wzrostu przepływu w Odrze o 50 m³/s i wzrostu poziomu wody w tej rzece o 25 cm. Likwidacja rowów to rozwiązanie jeszcze skuteczniejsze, pozwalające na odtworzenie pierwotnych stosunków wodnych w ciągu 5–6 lat.